# Китенево
Китенево — деревня в Клинском районе Московской области, в составе Воздвиженского сельского поселению. Население — 14 чел. (2010). До 2006 года Китенево входило в состав Воздвиженского сельского округа.
Деревня расположена в северо-западной части района, примерно в 27 км к западу от райцентра Клин, среди болотистых лесов, на безымянном левом притоке реки Яузы, высота центра над уровнем моря — 144 м. Ближайший населённый пункт — Шевериха в 3 км на юго-запад.

## Население
| 2002 | 2006 | 2010 |
| ---- | ---- | ---- |
| 20   | ↘16  | ↘14  |